# Harry McNish
Harry McNish detto Chippy (Glasgow, 11 settembre 1874 – Wellington, 24 settembre 1930) è stato un esploratore e carpentiere scozzese che ha partecipato alla spedizione Endurance in Antartide sotto la guida di Ernest Henry Shackleton.

## Biografia
Responsabile della costruzioni dei rifugi per l'equipaggio dell'Endurance dopo il naufragio di quest'ultima dovuta alla pressione della banchisa nel mare di Weddell, contribuì a modificare la scialuppa James Caird con la quale Ernest Shackleton ed altri cinque uomini (tra cui lo stesso McNish), navigarono per oltre mille chilometri tra l'isola Elephant e la Georgia del Sud in cerca di soccorsi. A causa di un suo rifiuto di trascinare le scialuppe lungo la traversata del pack successiva al naufragio ed alla soppressione di Mrs. Chippy (il gatto di McNish) decisa da Shackleton, fra i due uomini si svilupparono forti rancori ed aspri risentimenti, tanto che, al termine della spedizione, ad Harry McNish, nonostante i suoi innegabili e determinanti meriti e a differenza di quasi tutti gli altri membri della missione, non venne concesso l'onore della medaglia polare.
Dopo la spedizione si arruolò nella marina mercantile per poi emigrare in Nuova Zelanda, dove lavorò nel porto di Wellington sino alla morte dovuta ai postumi di un trauma accidentale. Nel 2004 la New Zealand Antarctic Society, cercando di rimediare a quella che di fatto era stata una vera e propria ingiustizia, pose una piccola statua di bronzo di Mrs. Chippy sulla tomba di McNish al Karori cemetery di Wellington. In occasione della cerimonia, un nipote di McNish dichiarò che suo nonno si sarebbe certamente rallegrato di più per quell'onore concesso al suo gatto, che non per sé stesso se avesse ricevuto la medaglia polare.